# Brame (sidérurgie)
Pour les articles homonymes, voir Brame.

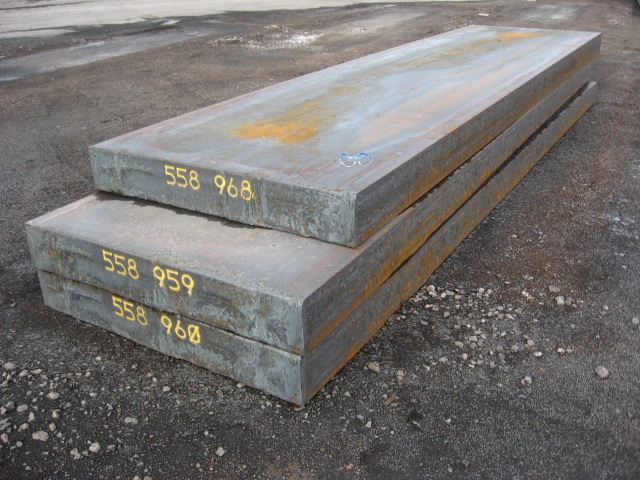
Pile de brames (les lunettes de sécurité donnent l'échelle)

La brame, dite slab en anglais, est à l'origine un demi-produit sidérurgique plat. Il se présente sous la forme d'un bloc d'acier de forme parallélépipédique et de fortes dimensions : d'environ 700  à   2 500 mm de largeur, de 5  à   15 m de long et de 150  à   350 mm d'épaisseur. Son poids peut atteindre trente tonnes. C'est en particulier l'ébauche de ce matériau fer, le plus communément de l'acier, qui permet de fabriquer les tôles, les plaques ou les feuilles par laminage. 
Ce type de demi-produit, objet désigné par le même terme, se retrouve en métallurgie non ferreuse, par exemple celle de l'aluminium. 

## Évolution historique
Les brames étaient obtenues au marteau-pilon avant d'être laminées en tôles au XIXe siècle. Émile Littré ajoute, dans son supplément au dictionnaire de la langue française, ce terme de la métallurgie, à savoir le substantif féminin brame qu'il définit simplement comme "une masse de fer préparé pour faire de la tôle". La préparation de cette masse ferreuse, ajoute-t-il, consiste à accoler des barres de fer ou "fers en barre" et à les fondre au four, avant, tôt ou tard, de les mettre en forme définitive (feuille de tôle) en les passant sous le gros marteau pilon. 
L'ingénieur Louis Knab, dans La Grande Encyclopédie, mentionne uniquement le terme brames au pluriel. Ce sont des paquets de fer et de ferraille, observés dans les forges. Ils sont ensuite étirés au marteau et au laminoir, et servent alors à la confection des tôles. Les brames martelées possèdent déjà une forme régulière qui se rapproche de celles que doivent avoir les tôles, de façon que le déchet ultérieur au cisaillage soit aussi réduit que possible. Un marteau pilon de trois tonnes, activé à grande vitesse, desservi par deux fours à réchauffer, peut fournir vingt tonnes de brames par journée de travail continue. Le laminage peut s'effectuer soit :
- sous les cylindres unis (laminoir universel) d'un train dégrossisseur. Les joints verticaux du paquet ne sont pas suffisamment soudés, ce qui ne donnent que des produits grossiers, ou destinés à être retravaillés après découpage.
- sous des cylindres à larges cannelures (laminoir à cannelures). Les brames soudées en cannelures n'ont pas une forme aussi régulière que les brames martelées, du coup ces opérations directes laissent un déchet plus considérable de matière fer.

La brame au début du XXe siècle désignait encore des paquets de fer qui, dans les forges, servent à la fabrication de la tôle.
Le terme anglais slab, désignant en métallurgie une "pièce de fer coulée sous forme de barre", utilisée ensuite dans l'atelier de laminage, signifie trivialement une ébauche, comme le rappelle l'office québécois de la langue française. Le rédacteur du Grand dictionnaire terminologique tente une définition technique plus précise, rappelant l'état de l'art du milieu des années 1980 : "La brame est une barbe d'acier de section rectangulaire, plate, de dimensions importantes, soient entre 4 à 15 cm d'épaisseur et entre 20 à 50 cm de large. Elle est obtenue par laminage du lingot auquel on a fait subir au préalable un premier forgeage dans le but d'augmenter la résistance du métal. La brame porte les empreintes des stries pratiquées sur les cylindres du train, pour faciliter le passage du métal. L'utilisation des brames se cantonne dans l'exécution par forgeage ou estampage des pièces massives pour lesquelles aucune condition spéciale n'est imposée. Dans la plupart des cas, on opère par oxycoupage".
Les brames pouvaient être obtenues, soit directement à la coulée continue, soit après réduction d'un lingot dans un train de laminoirs dégrossisseur, ou « slabbing ». Les trains de laminoirs dégrossisseurs ont quasiment disparu aujourd'hui au profit des coulées continues.

## Évolution technique de la coulée continue
Le recyclage du fer, après la collecte d'aciers usagés à convertir, a pris de l'ampleur dans les années 1970. La fonte obtenue par ce biais pouvait revenir vers les convertisseurs à soufflage d'oxygène des aciéries, fournissant un acier à faible teneur en carbone. Il était possible d'obtenir, en coulée continue à une vitesse entre 1,2 à 1,5 mètre par minute, des brames de 20 à 25 cm d'épaisseur, pouvant atteindre 25 à 40 mètres de longueur, au delà des 10 mètres de longueur métallurgique traditionnelle.
Vers le milieu des années 1980, une machine de coulée continue, moins encombrante et moins coûteuse, associée à la mise au point d'une lingotière de forme complexe, est mise au point : elle permet l'apparition des « brames minces », caractérisées par une épaisseur de 25  à   80 mm d'épaisseur.Ainsi, à une vitesse de coulée continue supérieure de 5 mètre par minute, une brame de 50 mm d'épaisseur et de 6 mètre de longueur peut être obtenue. 
La brame est laminée à chaud pour donner soit :
- une bobine de tôle épaisse (de 2  à   5 mm), appelée « coil », un produit fini qu'il est facile de trouver dans le commerce à des longueurs oscillant entre 2 et 20 mètres.
- une plaque de « tôle forte », pouvant atteindre plusieurs centimètres d'épaisseur.